# Метаотеніт
Метаотеніт І (рос. метаотенит І, англ. metaautunite І, нім. Metaautunit І m) — мінерал, водний уранофосфат кальцію.

## Загальний опис
Хімічна формула: Ca[UO2 | PO4]2•6H2O.
Сингонія тетрагональна.
Дитетрагонально-дипірамідальний вид.
Густина більше 3,33.
Твердість 2-3.
Колір жовтий.
Двозаломлення слабке.
Двовісний, але при т-рі 60 °C стає одновісом.
Утворюється при частковому зневодненні отеніту (процес зворотний).
Відомий в уранових родовищах Австралії, в штатах Вайомінг, Юта і Аризона (США).
Від мета... й назви мінералу отеніту (F.Rinne,1901).

## Різновиди
Розрізняють:
- метаотеніт II (водний уранофосфат кальцію — Ca[UO2 | PO4]2•2H2O).